# Castillo de Santaella
El castillo de Santaella es una antigua fortaleza situada en el municipio español de Santaella, en la provincia de Córdoba (Andalucía). Se encontraba situado junto al recinto amurallado que rodeaba el núcleo original de Santaella. Fue declarado como Bien de Interés Cultural en 1985.

## Historia
Los orígenes castillo se situarían en el siglo XII, durante la época Almohade. En torno al período entre 1240 y 1243 la fortaleza de Santaella pasó a manos de la Corona de Castilla, quedando bajo jurisdicción del Reino de Córdoba. Durante el siglo XV el castillo de Santaella se vio involucrado en los conflictos originados por por la sucesión de Enrique IV. En 1474 la fortaleza fue asaltada por el hijo del conde de Cabra, siendo capturado en su recinto Gonzalo Fernández de Córdoba.
El declive del castillo se acentuó en el siglo XVI, con el desmonte de algunas partes para su reutilización en viviendas. Otros elementos se arruinarían con el paso de los años y se perderían. Lo que ha llegado hasta nuestros días difiere considerablemente del edificio original. De lo que fue el castillo de Santaella solo se conserva una torre defensiva, parte del patio de armas y dos aljibes.